# Dolný vodopád Teplého potoka
Dolný vodopád Teplého potoka – wodospad na Teplym potoku w Wielkiej Fatrze na Słowacji. Znajduje się w dolnej części Teplej doliny. Ma wysokość 2,4 m i znajduje się na obszarze rezerwatu Prielom Teplého potoka. Na długości 180 m Teplý potok dokonał tutaj przełomu w wapiennych skałach mezozoicznych.
Obok potoku i wodospadu prowadzi szlak turystyczny. Zaczyna się przy drodze asfaltowej z Liptovskiej Osady do wsi Liptovské Revúce (rozdroże Teplé).
  Teplé – Teplá dolina – Severné Rakytovské sedlo. Czas przejścia: 2:45 h (z powrotem 2:15 h).